# Hemithraupis
Hemithraupis  es un género de aves paseriformes perteneciente a la familia Thraupidae que agrupa a tres especies nativas de la América tropical (Neotrópico), donde se distribuyen desde el extremo oriental de América Central, por América del Sur, hasta el sur de Brasil y norte de Argentina. A sus miembros se les conoce por el nombre común de tangaras, y también saíras o pintasilgos, entre otros.

## Etimología
El nombre genérico femenino Hemithraupis se compone de las palabras griegas «hēmi»: mitad, pequeño, y  «θραυπίς thraupis»: pequeño pájaro desconocido mencionado por Aristóteles, tal vez algún tipo de pinzón (en ornitología thraupis significa «tangara»).

## Características
Las tangaras de este género son pequeñas, miden alrededor de 13 cm de longitud, caracterizadas por sus picos finos y por los machos de patrón de plumaje atractivo, colorido, con predominio de amarillo, negro y rufo, las hembras muy parecidas entre sí y de difícil identificación, de color oliváceo amarillento.

## Taxonomía
Los amplios estudios filogenéticos recientes comprueban que el presente género es próximo a Heterospingus, y el par formado por ambos es próximo a Chrysothlypis, y el clado integrado por éstes, es aliado al par formado por Chlorophanes spiza y Iridophanes pulcherrimus, conformando una subfamilia Hemithraupinae.

## Lista de especies
Según las clasificaciones del Congreso Ornitológico Internacional (IOC) y Clements Checklist v.2019, el género agrupa a las siguientes especies con el respectivo nombre popular de acuerdo con la Sociedad Española de Ornitología (SEO):
| Imagen | Nombre científico        | Autor            | Nombre común        | EC (*) |
| ------ | ------------------------ | ---------------- | ------------------- | ------ |
|        | Hemithraupis guira       | (Linnaeus, 1766) | tangara güirá       | LC     |
|        | Hemithraupis ruficapilla | (Vieillot, 1818) | tangara cabecirrufa | LC     |
|        | Hemithraupis flavicollis | (Vieillot, 1818) | tangara gorgigualda | LC     |

(*) Estado de conservación